# Equació de difusió
L' equació de la difusió  és una equació en derivades parcials que descriu fluctuacions de densitat en un material que es difon. És també usada per a descriure processos exhibint un comportament de difusió.

## Equació
L'equació és generalment escrita com:
{\displaystyle {\frac {\partial \phi ({\vec {r}},t)}{\partial t}}=\nabla \cdot (D(\phi ,{\vec {r}})\nabla \phi ({\vec {r}},t))}
on {\displaystyle \phi } és la densitat del material que difon, {\displaystyle t} és temps, {\displaystyle D} és el coeficient de difusió col·lectiu, {\displaystyle {\vec {r}}} és la coordenada espacial i el símbol Nabla (∇) representa el vector operador diferencial Nabla. Si el coeficient de difusió depèn de la densitat, llavors l'equació no és lineal; d'una altra manera seria lineal. Si D és constant, llavors l'equació es redueix a la següent equació lineal (l'equació de la calor):
{\displaystyle {\frac {\partial \phi ({\vec {r}},t)}{\partial t}}=D\nabla ^{2}\phi ({\vec {r}},t)},
Més generalment, quan  D  és una matriu simètrica definida positiva, l'equació descriu una difusió anisòtropa.

## Derivació
L'equació de difusió es pot deduir a partir de l'equació de continuïtat. La mateixa expressa que un canvi en densitat en un sistema és degut a un flux entrant o a un flux sortint de material del sistema. És a dir, no hi pot haver ni creació ni destrucció de matèria.
{\displaystyle {\frac {\partial \phi }{\partial t}}+\nabla \cdot {\vec {j}}=0}
on {\displaystyle {\vec {j}}} és el flux del material que difon. L'equació de difusió pot ser obtinguda fàcilment d'aquesta relació quan és la combinació amb la Llei de Fick, que assumeix que el flux del material que difon arreu del sistema és proporcional al gradient local de densitat :
{\displaystyle {\vec {j}}=-D(\phi )\nabla \phi ({\vec {r}},t)}.

## Solució
L'equació de difusió es pot resoldre per alguns casos quan el coeficient de difusió no depèn de la posició.
En coordenades cartesianes i en una dimensió es pot comprovar que la solució és:
{\displaystyle \phi (x,t)={\frac {N}{\sqrt {4\pi Dt}}}e^{-{\frac {x^{2}}{4Dt}}}}
On {\displaystyle N} és el nombre total de partícules del material. A partir de l'expressió de la distribució normal:
{\displaystyle f(x)={\frac {1}{\sqrt {2\pi \sigma ^{2}}}}e^{-{\frac {(x-\mu )^{2}}{2\sigma ^{2}}}}}
Si es comparen les dues expressions es pot veure que la desviació tipus ({\displaystyle \sigma }) val {\displaystyle {\sqrt {2Dt}}} i la mitjana ({\displaystyle \mu }) val 0. Per tant, a partir de les propietats de la desviació tipus es pot veure que el desplaçament quadràtic mig és:
{\displaystyle E[x^{2}]=2Dt}
Igualment, es pot comprovar que en coordenades cartesianes i dues dimensions la solució és:
{\displaystyle \phi (x,y,t)={\frac {N}{4\pi Dt}}e^{-{\frac {x^{2}+y^{2}}{4Dt}}}}
I, per tant, el desplaçament quadràtic mig val {\displaystyle E[x^{2}]=4Dt}, ja que en dues dimensions la distribució normal es pot expressar, quan {\displaystyle \sigma _{x}=\sigma _{y}=\sigma }:
{\displaystyle f(x)={\frac {1}{2\pi \sigma ^{2}}}e^{-{\frac {(x-\mu _{x})^{2}+(y-\mu _{y})^{2}}{2\sigma ^{2}}}}}
I, de la mateixa forma en tres dimensions i coordenades cartesianes es pot comprovar que el desplaçament quadràtic mig val {\displaystyle E[x^{2}]=6Dt}.